# 法馬蒂納縣

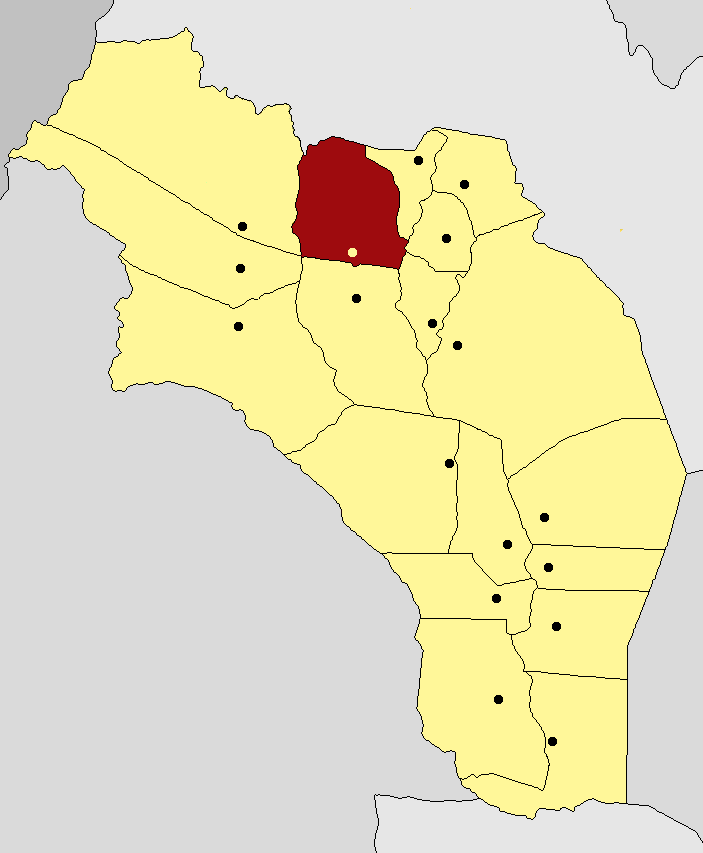

28°55′29″S 67°31′11″W / 28.92472°S 67.51972°W
法馬蒂納縣（西班牙語：Departamento Famatina），是阿根廷的縣份，位於該國西部拉里奧哈省，首府設於法馬蒂納，面積6,371平方公里，該地區的地震活動頻繁和低強度，2010年人口5,863，人口密度每平方公里0.92人。